# Courvières
Courvières é uma comuna francesa na região administrativa de Borgonha-Franco-Condado, no departamento de Doubs. Estende-se por uma área de 10,94 km². Em 2010 a comuna tinha 320 habitantes (densidade: 29,3 hab./km²).